# Burg Kemnat
Die Burg Kemnat ist die Ruine einer Spornburg und war der Sitz der mittelalterlichen Herrschaft Großkemnat. Von der einst bedeutenden Höhenburg steht heute im Wesentlichen nur noch der Bergfried, der fälschlicherweise mit „Römerturm“ bezeichnet wird und in Landkarten als Wartturm eingezeichnet ist. Er steht in Großkemnat, einem etwa vier Kilometer außerhalb des Zentrums gelegenen Ortsteil der Ostallgäuer Stadt Kaufbeuren. Der Name der Burg leitet sich vom lateinischen caminata ab, das für beheizbares Gemach oder Gebäude steht (→Kemenate).

## Geschichte
Die Geschichte der Burg ist eng verknüpft mit der Historie der Ortschaften Groß- und Kleinkemnat.
Jüngste keramische Lesefunde belegen, dass bereits zur Spätlatènezeit auf dem Areal der Burg eine Siedlung unbekannter Form existierte.
Die Burg wurde um 1185 von Volkmar und Markward von Apfeltrang erbaut. Diese waren Dienstmannen der Grafen von Ronsberg. Bald nannten sie sich nach ihrer neuen Burg die Herren von Kemnat. Der bedeutendste Burgherr und Mann seines Geschlechtes war Volkmar II. von Kemnat, der als Beinamen „der Weise“ erhielt. Er war Stadtvogt von Konstanz und Stifter des Zisterzienserinnenklosters Oberschönenfeld. Zu seiner Zeit war Burg Kemnat ein Schauplatz hochmittelalterlicher Kunst und Kultur wie etwa des Minnesanges. Als enger Vertrauter von König Konrad IV. stieg Volkmar II. von Kemnat im Jahr 1246 in den Stand der Reichsministerialität auf. Ab 1263 befasste er sich auch mit der Erziehung von Konradin, dem letzten männlichen Erbe des Kaiserhauses der Staufer.
1282 wird Volkmar II. zum letzten Mal genannt. 1284 übernimmt sein Sohn Markward die Burg. Um 1300 ging Burg Kemnat durch Erbfolge an die Herren von Ramschwag, knappe 100 Jahre später kam sie in den Besitz der Herren von Benzenau. Im Bauernkrieg 1525 wurde die Burg als eine der wenigen im Allgäu nicht eingenommen. Simprecht von Benzenau verkaufte die Burg im Jahr 1551 mit Gemeinden und Vogtrecht an das Stift Kempten, das dort einen Pflegeamtssitz einrichtete und dazu ein Amtshaus errichtete.
Im Zuge der Säkularisation wurden im Jahr 1804, nachdem die Burg an einen Privatmann verkauft worden war, alle Gebäude außer dem Bergfried, der Burgschänke und dem Amtshaus abgebrochen, einschließlich einer Kapelle, die im Nordosten des Burghofes stand.
Im Jahr 1838 erwarb der Historische Verein Schwaben den Turm und ließ ihn 1851 instand setzen. Weitere Renovierungen erfolgten 1884, 1925 und 1957. Die baufällige Burgschänke im Westeck des Hofs wurde 1978 abgebrochen. Im Jahr 1984 ging der Turm in das Eigentum der Stadt Kaufbeuren über, die eine Aussichtsplattform mit Überdachung installieren ließ. Ferner wurden der restliche Bergfried, das Amtshaus und das übrige Burggelände saniert. 1985 wurde das 800-jährige Jubiläum der Burg feierlich begangen. Heute kümmert sich ein Burgverein gemeinsam mit der Stadt Kaufbeuren um die Anlage.
Der Dachstuhl des Bergfrieds wurde am 30. September 2023 durch ein Feuer schwer beschädigt.

## Beschreibung

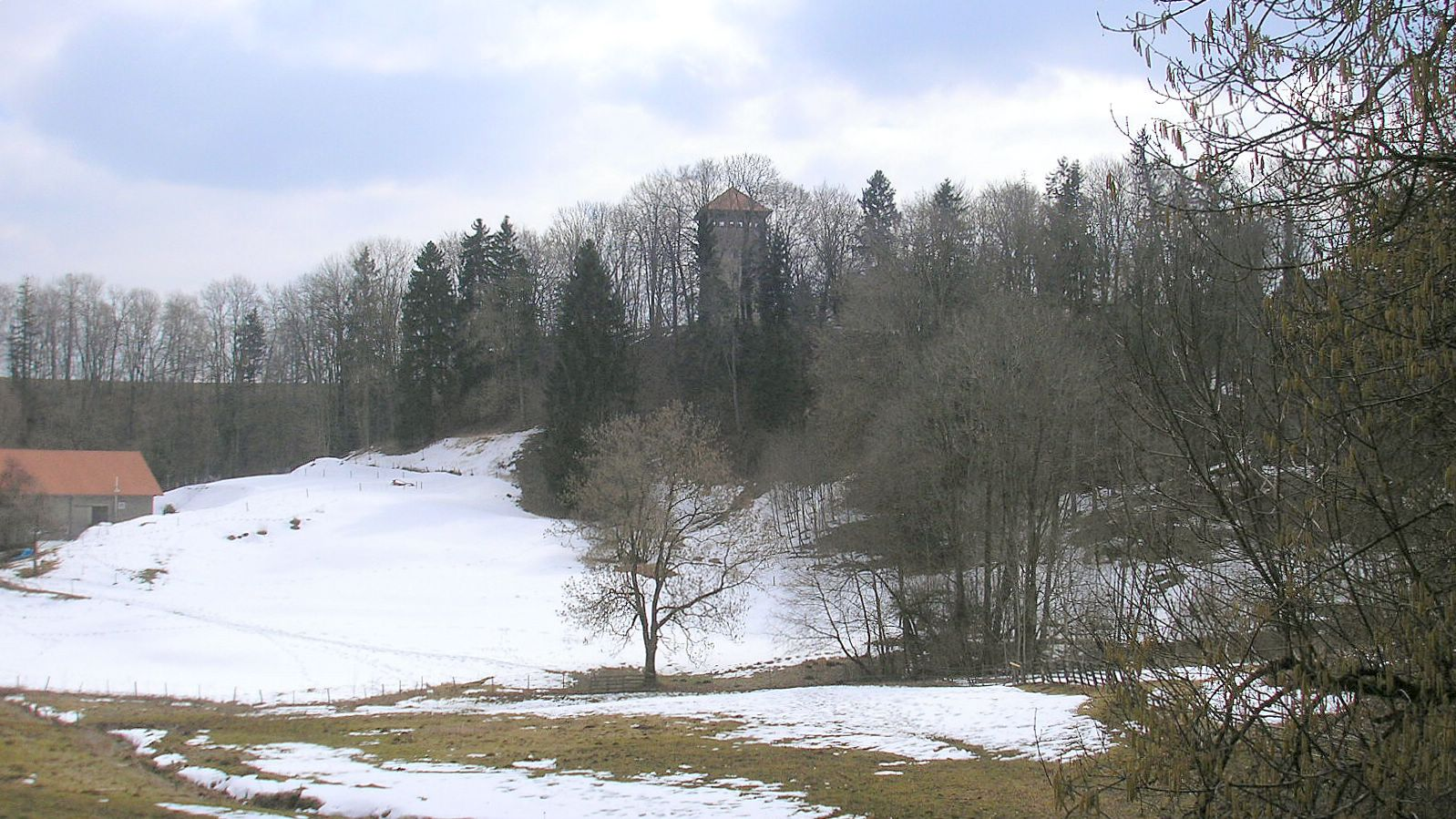
Der Hügel mit der Burganlage von Norden

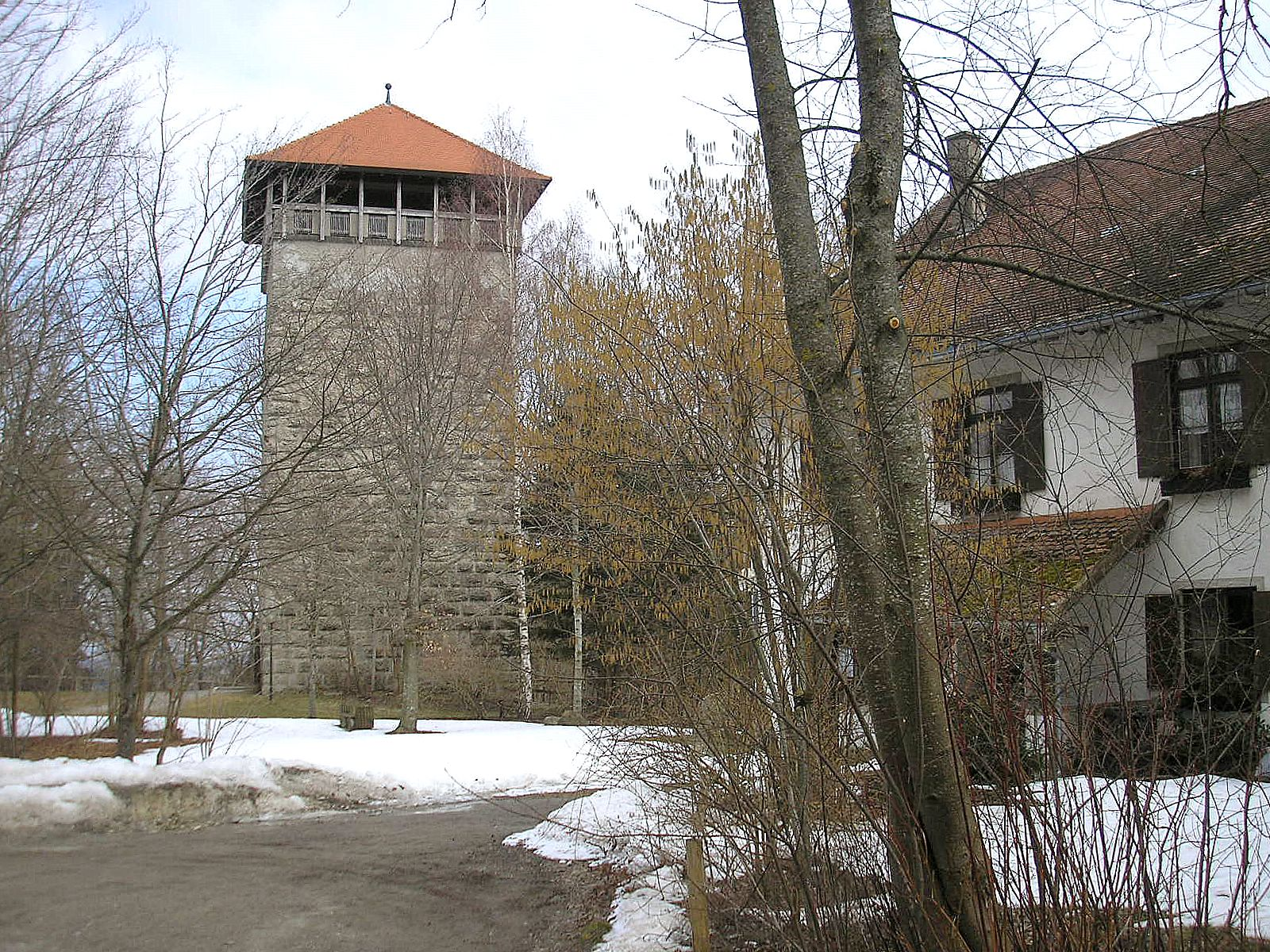
Das Plateau der Kernburg nach Osten, rechts das erhaltene Amtshaus

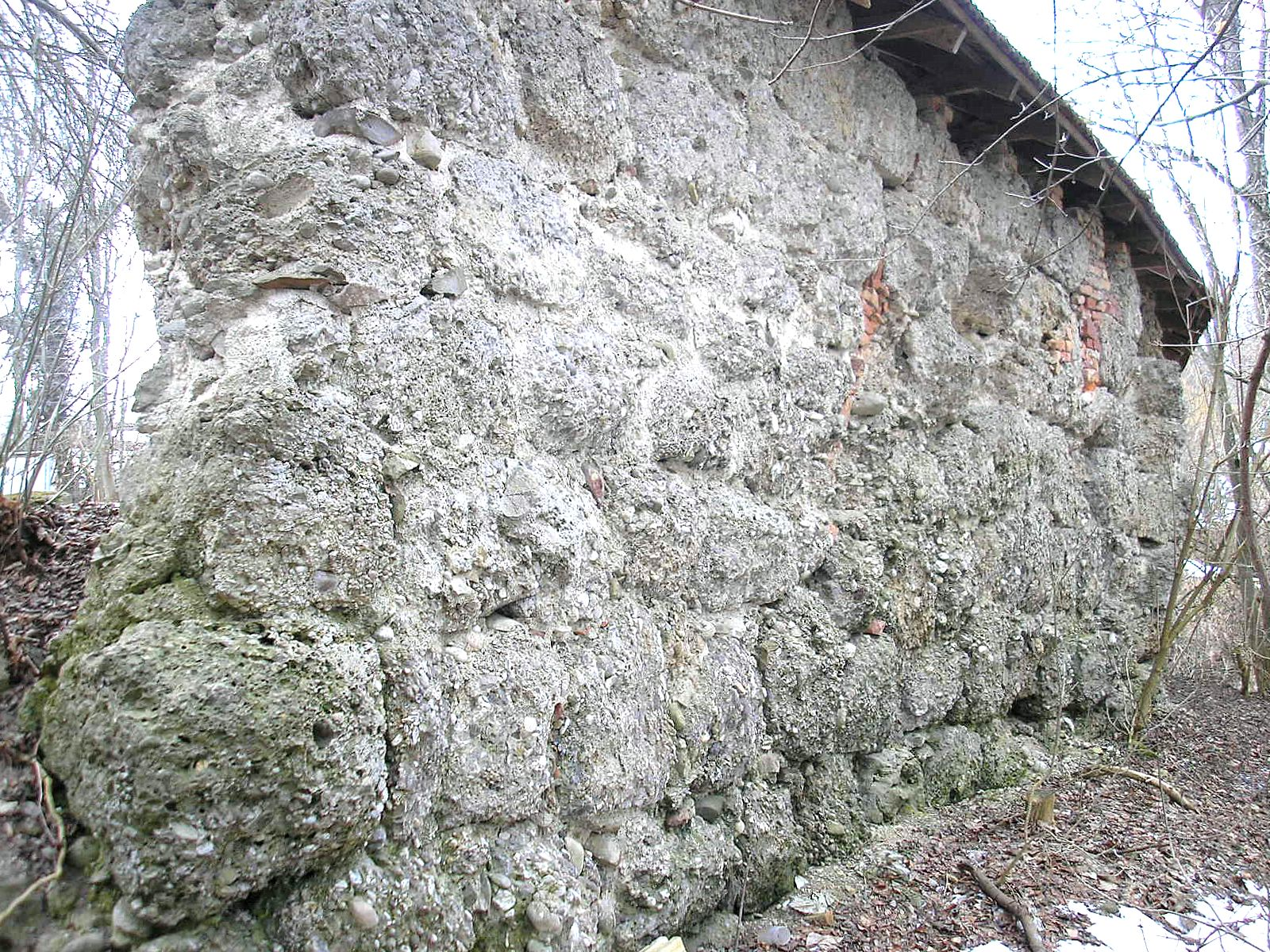
Reste der Ringmauer im Nordwesten der Kernburg

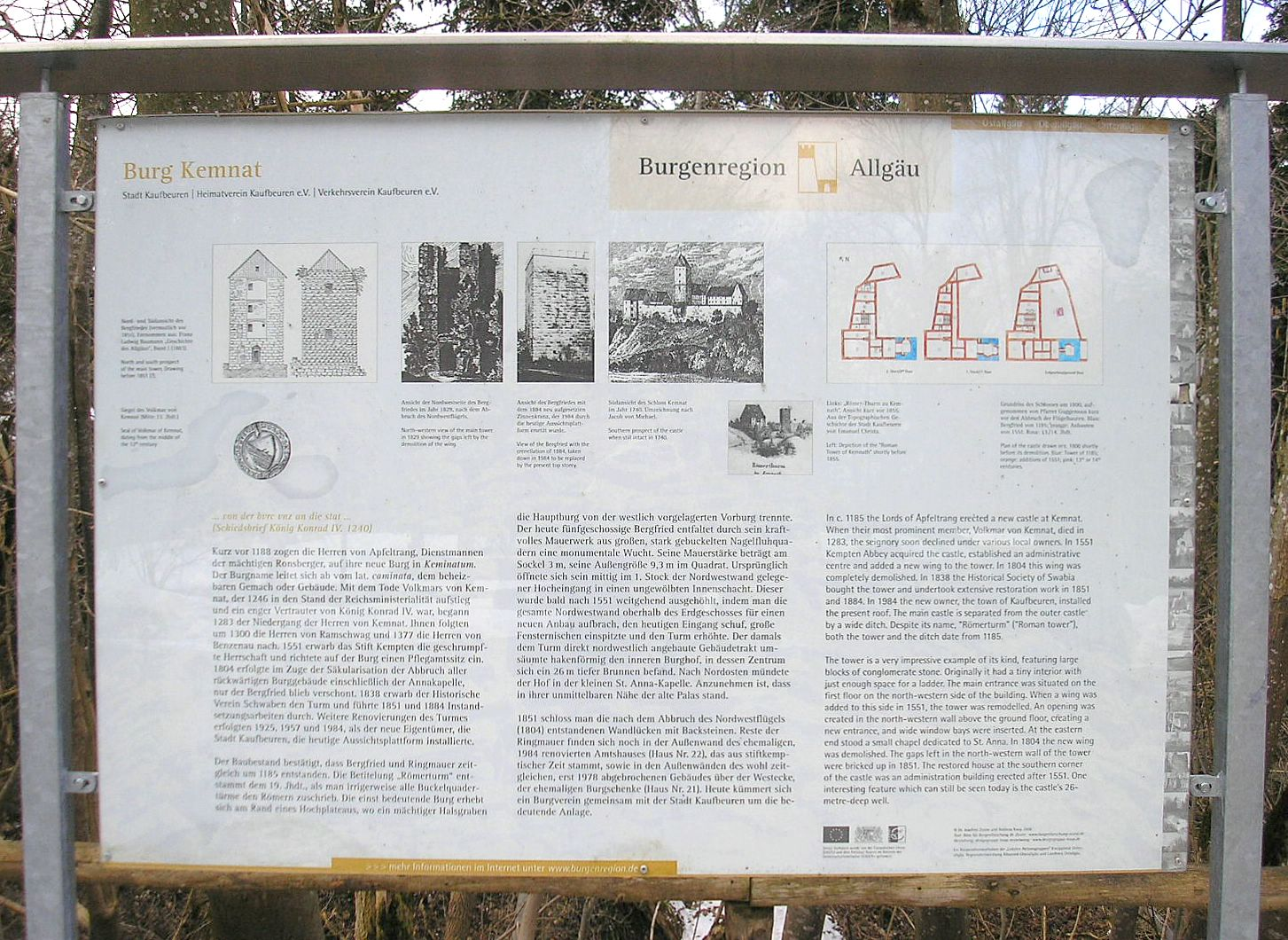
Infotafel der „Burgenregion Allgäu“

Die unter Denkmalschutz stehende Veste ist typologisch als Zungenburg einzuordnen. Das annähernd dreieckige Plateau der Hauptburg liegt auf einem nach Osten ausspringenden Hügelsporn, aus dessen Steilhängen mächtige Nagelfluhbänke treten. Die Hauptburg wird durch einen, bis zu acht Meter tiefen und 20 Meter breiten Halsgraben von der Hochebene abgeschnitten. Die hochmittelalterlichen Burgteile bestehen größtenteils aus dem beim Grabenaushub gewonnenen Konglomeratgestein, das zu großen Quadern weiterverarbeitet wurde.
Die Burganlage wird im Norden und Osten durch steile Hänge geschützt. Im Nord- und Südwesten und  sind einige Fragmente der Ringmauer erhalten. Diese Mauerreste bilden die Außenwände des erhaltenen Amtshauses und der ehemaligen, 1978 abgerissenen Burgschänke. Im Süden und Osten läuft  ein seichter Hanggraben mit Randwall um den Burghügel. Im Südwesten zieht ein Fußweg aus dem Tal herauf, der zwischen dem Bergfried und dem Brunnen in das Plateau der Hauptburg mündet.
Der Brunnen, der sich ursprünglich mitten im Burghof befand, liegt 20 Meter östlich des Turms und ist 26 Meter tief. Westlich des Amtshauses, das heute privat bewohnt wird und als Burgschänke dient, liegt der künstlich angelegte Halsgraben.
Das heutige Dorf Großkemnat geht auf den Wirtschafts- bzw. Bauhof bzw. eine geräumige Vorburg zurück. Durch die moderne Überbauung sind hier außer geringen Mauerresten jedoch keine eindeutigen Geländemerkmale zu erkennen. Am Haus Nr. 24 erinnert eine um 1933/34 angebrachte Gedenktafel an den einstigen Bauhof der Burg. 
Eine größere Steintafel ist über dem ebenerdigen Eingang des Bergfrieds eingelassen. Solche Tafeln finden sich an den meisten Burgruinen und Burgställen der Region. Sie gehen überwiegend auf die Initiative des einstigen Oberbürgermeisters von Kempten (Allgäu) und passionierten Burgenforschers Otto Merkt zurück. Die Inschriften dieser Gedenksteine sind nicht immer historisch zutreffend. 
Das Gelände der Burg Kemnat wird für Freilichttheateraufführungen genutzt, außerdem befindet sich dort der „Theaterstadl“ eines Vereins. In der Nähe befindet sich ein Freizeitgelände.

### Die kemptische Amtsburg
Im Hochmittelalter stand der Bergfried frei vor der Ringmauer. Durch die Neubebauung ab der Mitte des 16. Jahrhunderts ist die genaue Lage der mittelalterlichen Burggebäude nicht mehr rekonstruierbar.
Die Amtsburg des 16. Jahrhunderts ist durch drei Situationspläne in der Chronik des Blöcktacher Pfarrers Guggemos gut dokumentiert. Die Zeichnungen entstanden kurz nach dem Abbruch.  
Der Bergfried wurde beim Neubau in den fünfgeschossigen Südflügel einbezogen und dazu auf der Nordwestseite aufgebrochen. Im Nordwesten schloss sich ein nur dreigeschossiger Gebäudetrakt an. Der Nordostbau soll ebenfalls dreigeschossig gewesen sein. In seinem Erdgeschoss lag die St.-Anna-Kapelle. Wahrscheinlich stand an dieser Stelle vorher der Palas der Burg. Nach Süden begrenzte ein Mauerzug den engen Burghof, in dessen Zentrum sich der Brunnen befand. Die hohe Südmauer besaß keinen Wehrgang und war mit Ziegeln abgedeckt.
Die Repräsentationsräume lagen im zweiten Stock des Südflügels. Überliefert sind ein „Tafelzimmer“ und ein „Fürstenzimmer“. Der Bergfried wurde beim Umbau erhöht. Das Obergeschoss soll aus Tuffstein aufgemauert gewesen sein.
Den Bauzustand kurz vor dem Abbruch im frühen 19. Jahrhundert zeigt ein Rekonstruktionsmodell des Schreiners Marzell Schwarz im Heimatmuseum von Kaufbeuren. Hier ist auch das Geländeprofil der ehemaligen Vorburg wiedergegeben.
Der Wehrcharakter der Anlage wurde durch den Umbau stark reduziert. Die Burg diente in der frühen Neuzeit mehr als Verwaltungsmittelpunkt der stiftkemptischen Herrschaft. Auch der mächtige Bergfried diente nicht mehr der Verteidigung, sondern erhob sich nur noch als Rechts- und Machtsymbol auf dem Burgplatz.
Vor dem eigentlichen Amtsschloss flankierten im Westen der Hauptburg zwei Nebengebäude die Zufahrt. Das erhaltene Amtshaus wurde 1984 saniert. Bereits 1978 brach man die baufällige alte Burgschenke im Nordwesten ab. Seitdem stehen die Reste der hochmittelalterlichen Ringmauer aus großen Nagelfluhquadern frei an der Hangkante (Kinderspielplatz).

### Der Bergfried

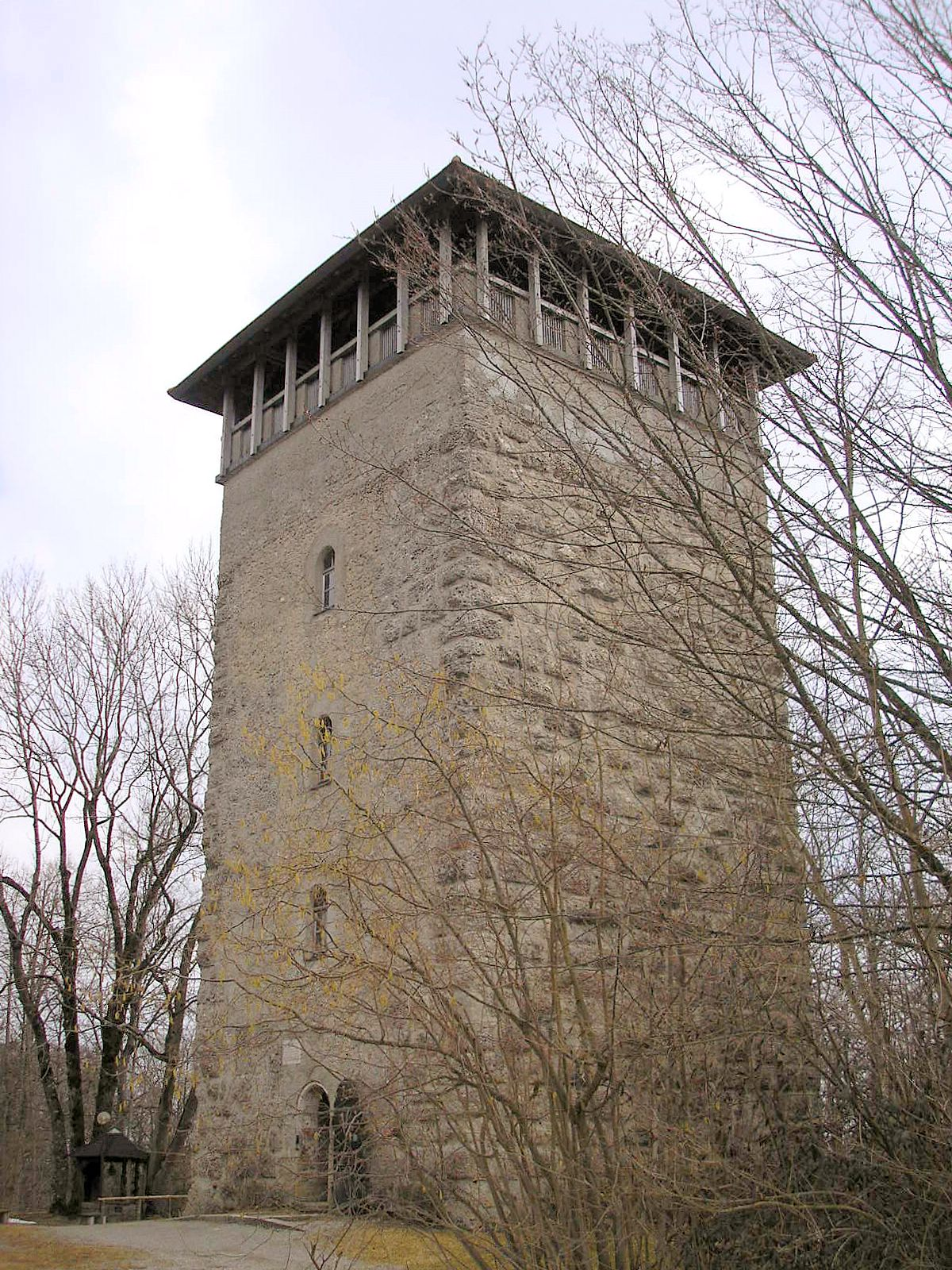
Der hochmittelalterliche Bergfried

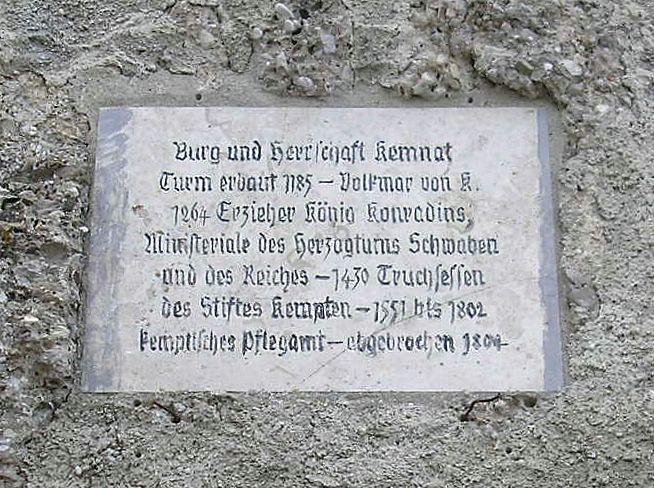
Tafel am Bergfried (1933)

Die unzutreffende Bezeichnung „Römerturm“ für den Bergfried stammt aus dem 19. Jahrhundert und ist heute noch üblich. Er ist quadratisch mit einer Seitenlänge von 9,3 Metern und besteht aus großen gebuckelten Nagelfluhquadern. Auf dem etwa drei Meter starken Sockel sitzen vier weitere Geschosse, die von einer modernen Aussichtsplattform mit Zeltdach abgeschlossen werden. Der mit Dach etwa 23 Meter hohe Bergfried wird heute als Aussichtsturm genutzt und ist tagsüber frei zugänglich. Nach Süden bietet sich von der auf 16,5 Meter Höhe liegenden Plattform ein Panorama vom Wettersteingebirge über die Tannheimer und Lechtaler Berge bis zu den  Allgäuer Hochalpen.
Der große Hauptturm wurde im 16. Jahrhundert auf der Nordseite aufgebrochen und in den Neubau eines Anbaues einbezogen. Damals schlug man auch die großen Fensternischen in die Wände schuf den heutigen ebenerdigen Zugang. Der ehemalige Hocheingang öffnete sich ursprünglich in der Mitte der Nordwestwand in einen ungewölbten Schacht. 
Der Bergfried war vollständig mit großen Buckelquadern mit breitem Randschlag verblendet. Die in der frühen Neuzeit aufgebrochene Nordwestfront wurde 1851 mit Ziegelmauerwerk geschlossen und diente einige Jahre als Behausung einer armen Witwe. Die Gemeinde Kleinkemnat wollte den Turm im 19. Jahrhundert eigentlich auf Abbruch verkaufen. Da man die großen Buckelquadertürme des Hochmittelalters zu dieser Zeit generell in die Römerzeit datierte, entschloss sich der Historische Verein von Schwaben schließlich zum Ankauf des Geschichtsdenkmales.
Der mächtige Hauptturm der Burg Kemnat erinnert stark an den Bergfried der östlich bei Osterzell gelegenen Burgruine Helmishofen. Auch dieser große Nagelfluhturm wird als „Römer-“ bzw. „Wartturm“ bezeichnet sowie als Aussichtsturm genutzt und ist frei zugänglich.